# Pierre Houdé
Pierre Houdé (* 4. April 1902 in Brüssel; † unbekannt) war ein belgischer Radrennfahrer und nationaler Meister im Radsport.

## Sportliche Laufbahn
Bei den Olympischen Sommerspielen 1928 in Amsterdam wurde er im olympischen Straßenrennen beim Sieg von Henry Hansen als 16. klassiert. Houdé wurde in der Mannschaftswertung mit Belgien auf dem 5. Rang klassiert.
1934 gewann er die nationale Meisterschaft im Straßenrennen der Amateure und platzierte sich mehrfach auf Podiumsplätzen bei den Meisterschaftsrennen. Bei den UCI-Straßen-Weltmeisterschaften 1930 wurde er 12.